# Johann August Beck
Johann August Beck (* 18. Jahrhundert; † 19. Juni 1815 in Dresden) war Bürgermeister und Stadtrichter in der sächsischen Residenzstadt Dresden.
Beck wurde in der kursächsischen Stadt Jüterbog als ältester Sohn des Justizamtmanns Johann Georg Beck geboren, der später mit seiner Familie nach Dresden zog und dort am 16. Februar 1778 starb.
Das Bürgermeisteramt, das er bis zu seinem Tod ausübte, übernahm er 1813.
Er hinterließ die vier Söhne Gustav, Ernst Moritz, Julius und Herrmann Beck, deren Vormund der neue Dresdner Bürgermeister Carl Christian Pohland wurde.